# Cigaritis syama
Espèce
Cigaritis syama est une espèce de lépidoptères (papillons) de la sous-famille des Aphnaeinae (famille des Lycaenidae).
C'est un papillon très commun dans son aire de répartition.

## Description
Cigaritis syama est un petit papillon « faux-cuivré » de 2,7 à 3,3 cm d'envergure. Son abdomen est blanc crème annelé de noir. Son aile antérieure a le dessus marron taché de bleu près de la bordure inférieure ; et a le dessous blanc crème avec des segments de lignes gris-bleu  bordés de noir. Son aile postérieure a deux fines queues ; le dessus est marron avec une large plage bleue et une tache rouge-orangé ornée d'un point noir près des queues ; le dessus est blanc crème avec des segments de lignes gris-bleu bordés de noir et, près des queues, une tache rouge-orangé ornée de deux points noirs.

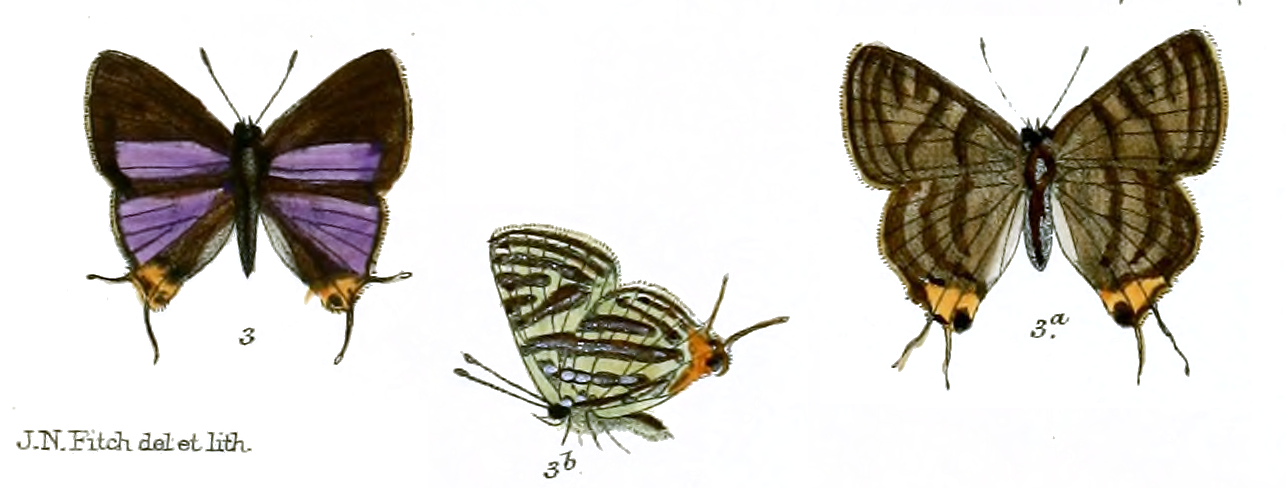
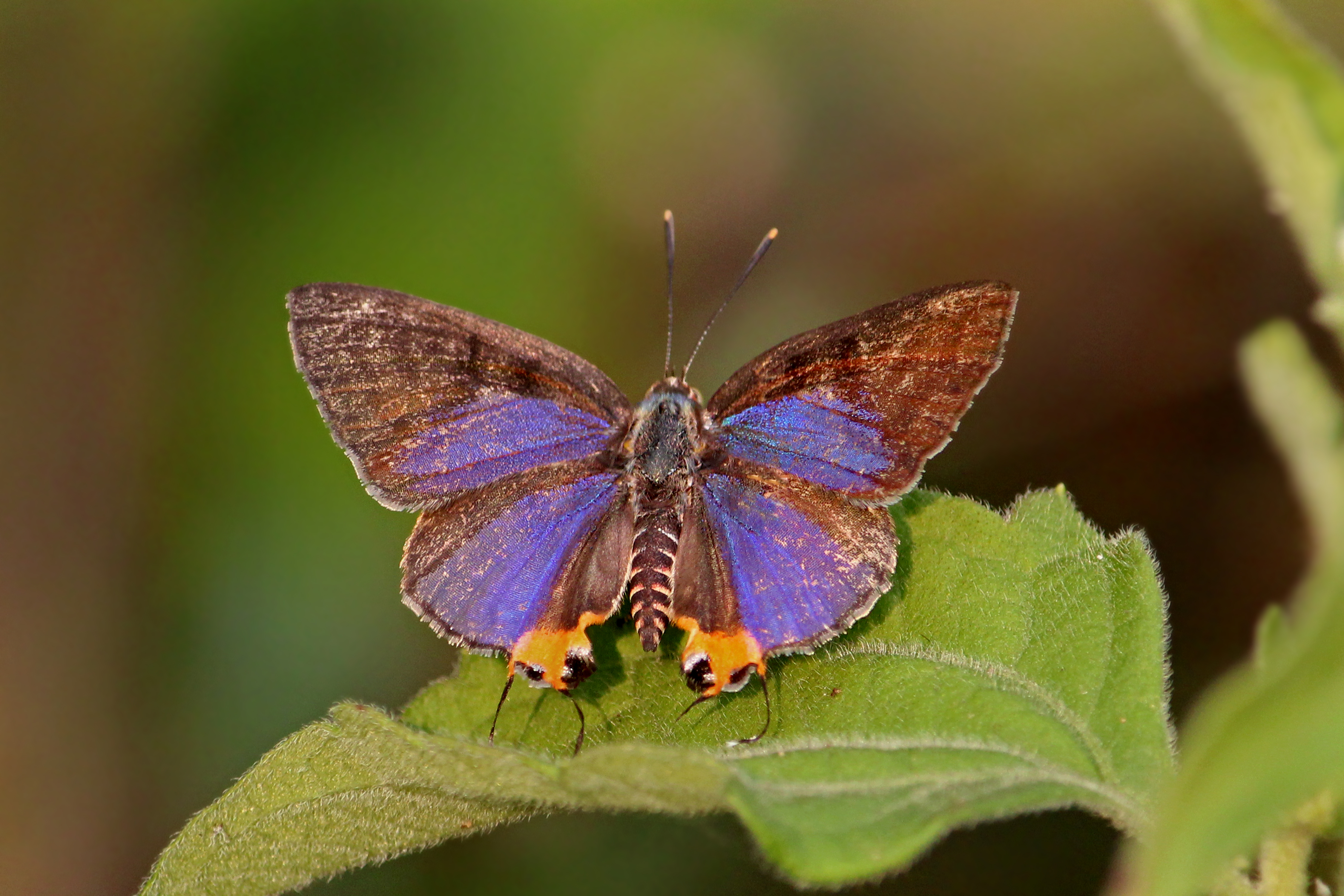
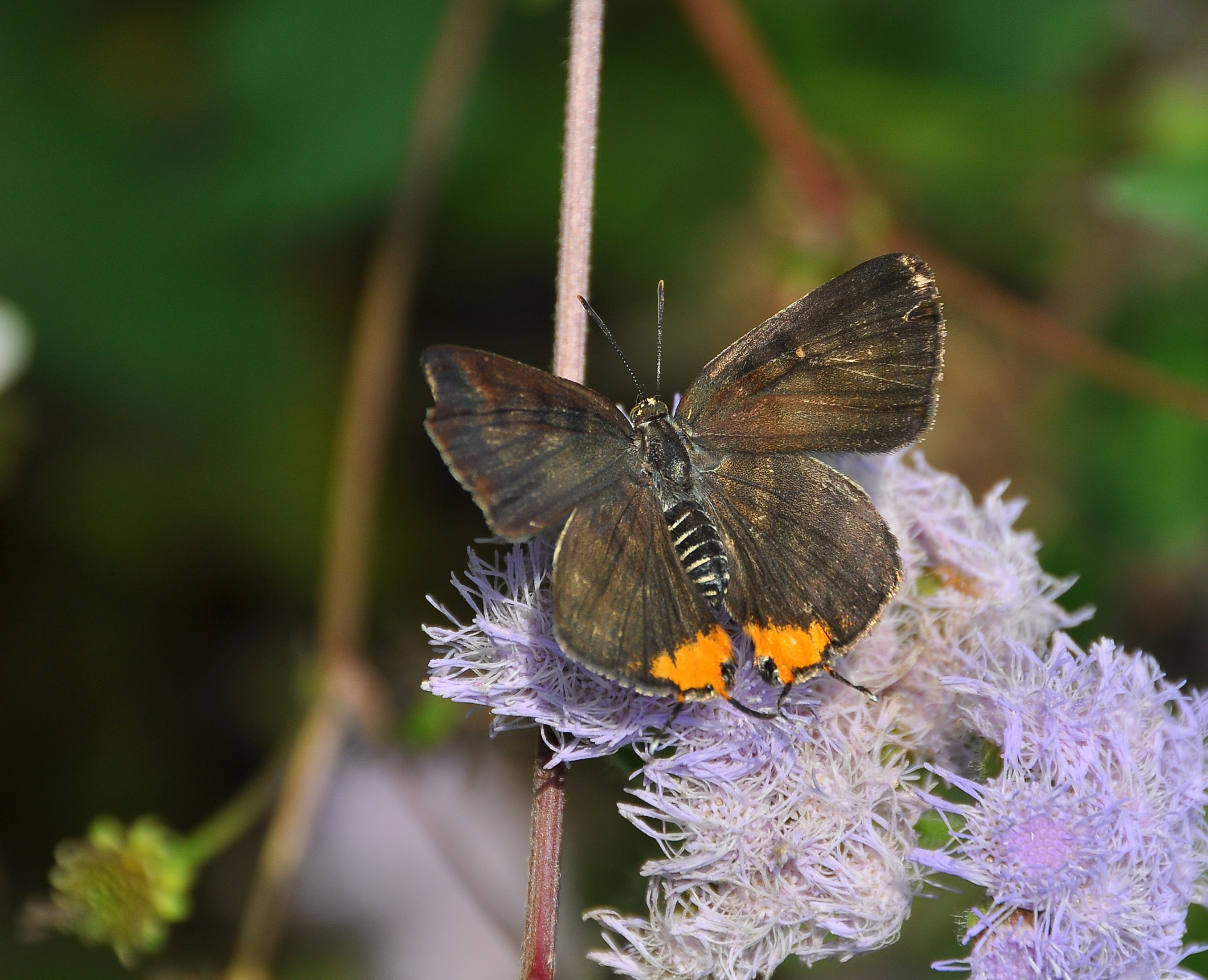
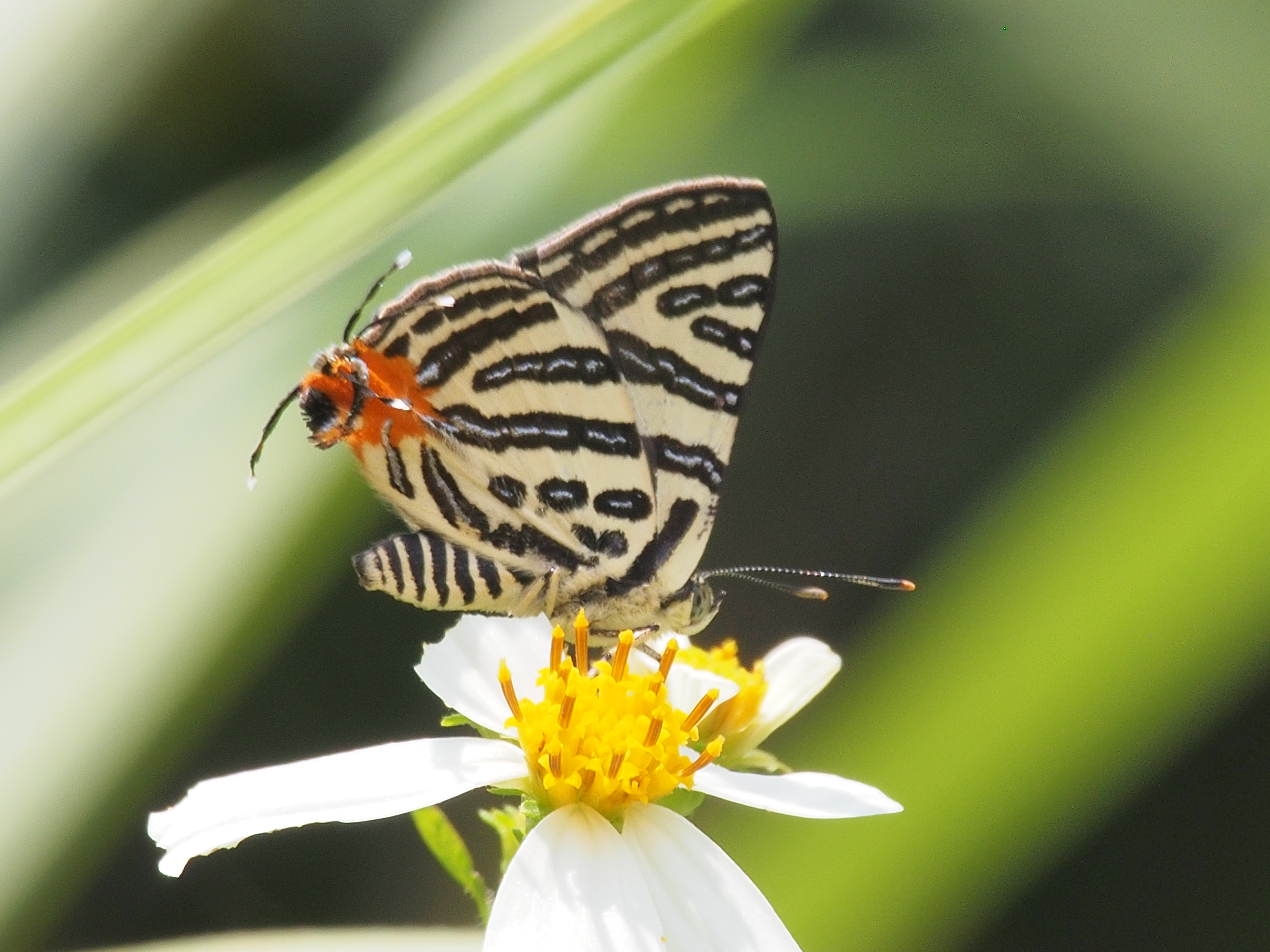

## Biologie

### Plantes hôtes
La chenille se nourrit de feuilles de Dioscorea batatus (famille des Dioscoreaceae), de Psidium guajava ou Goyavier (famille des Mytaceae) et de Gmelina arborea (famille des Verbenaceae).

## Répartition et habitat
Cigaritis syama est présent en Inde, en Asie du Sud-Est et en Chine. Il vit dans les champs et les zones anthropisées.

## Liste des sous-espèces
Selon GBIF (27 février 2023) :
- Cigaritis syama syama
- Cigaritis syama terana

## Systématique
Le nom valide de ce taxon est Cigaritis syama (Horsfield, 1829).